# Ophiomages
Ophiomages is een geslacht van slangsterren uit de familie Ophiuridae.

## Soorten
- Ophiomages cristatus Koehler, 1923